# Schottmecke
Die Schottmecke ist ein 0,9 km langer Bach in Nordrhein-Westfalen, Deutschland. Sie ist der rechte Quellfluss der Bache und damit des Lottmannshardbach.

## Geographie
Der Bach einspringt etwa 1,1 km östlich von Hirschberg auf einer Höhe von 411 m ü. NN. Er fließt zunächst in westliche Richtungen, wendet dann seinen Lauf allmählich nach Südwesten. Nach 0,9 km Flussstrecke fließt der Bach mit der Bermecke zusammen und bildet dadurch die Bache.
Bei einem Höhenunterschied von 49 m beträgt das mittlere Sohlgefälle 54 ‰. Das etwa 42,6 ha große Einzugsgebiet wird über Bache/Lottmannshardbach, Heve, Möhne, Ruhr und Rhein zur Nordsee entwässert.